# Сала, Эмануэле
Эмануэле Сала (итал. Emanuele Sala; род. 28 ноября 2007, Сесто-Сан-Джованни, Ломбардия) — итальянский футболист, полузащитник клуба «Милан».

## Клубная карьера
Сала — воспитанник клуба «Милан».

## Международная карьера
В 2024 году в составе юношеской сборной Италии Сала принял участие в юношеском чемпионате Европы на Кипре. На турнире он сыграл в матчах против сборных Польши, Словакии, Швеции, Англии, Дании и Португалии.

## Достижения
Международные
 Италия (до 17)
- Победитель чемпионата Европы (до 17 лет) — 2024